# Maximilien II (empereur du Saint-Empire)
Pour les articles homonymes, voir Maximilien de Habsbourg et Maximilien II.
Maximilien II de Habsbourg ou Maximilien II du Saint-Empire, né à Vienne le 31 juillet 1527 et mort à Ratisbonne le 12 octobre 1576, est le fils aîné de Ferdinand Ier de Habsbourg et d'Anne de Bohême. Il est élu roi des Romains le 30 novembre 1562. À la mort de son père le 25 juillet 1564, il lui succède comme roi de Bohême, roi de Hongrie (Hongrie royale) et empereur des Romains.
Ses prédécesseurs sont son père Ferdinand Ier et son oncle l’empereur Charles Quint. Philippe II d’Espagne, fils de Charles Quint, était normalement mieux placé que lui dans l’ordre de succession, mais, aux termes d’un accord de 1553, Maximilien supplante son cousin Philippe II comme héritier au trône impérial.

## Règne
Contrairement à son père, il n'est pas partisan d'un catholicisme de combat et fait certaines concessions à ses sujets luthériens dont le culte peut être pratiqué publiquement à Vienne. En Bohême, il étend son contrôle sur l'Église utraquiste et pratique le respect d'un pluralisme confessionnel (Confessio Bohemica) dans le respect de la paix d'Augsbourg.
Il mène une ultime guerre contre l'Empire ottoman de Soliman le Magnifique. Ce dernier meurt au siège de Szigetvár en 1566 et Maximilien signe avec son successeur Sélim II la paix d'Andrinople en 1568. En 1575, il est candidat au royaume électif de la Pologne contre Étienne Báthory, mais il ne peut réunir sous son nom une majorité de nobles polonais et lituaniens. Il meurt l'année suivante.

## Fêtes et tournois

### Tournoi de Vienne de 1560
Futur empereur, il organisa une fête en l'honneur de son père Ferdinand Ier à Vienne du 24 mai au 24 juin 1560. Le thème général de ce tournoi festif est relié aux conceptions de la mythologie de la maison de Habsbourg. Il tourne autour du pouvoir de l'amour et de Vénus, et la place de cette dernière dans le monde du dieu de la guerre. Énée, le héros de Troie, fils de Vénus, est un ancêtre de la famille de Habsbourg. Symbole du guerrier idéal, il est l'ancêtre de l'empereur romain, et par là même des Habsbourg. Ceux-ci construisirent une parenté par l'intermédiaire de Jules César qui le nommait parmi ses aïeux, et la famille Colonna. Ce tournoi est une fête de cour où prédomine encore le plaisir du sport et celui du déguisement sur une mise en scène rigoureuse au contenu politique. Celui-ci met en valeur l'importance de la dynastie des Habsbourg et le rôle de l'empereur dans la riposte contre les Turcs.

### Couronnements deMaximilienII
Le couronnement de Maximilien II comme roi de Bohême donne lieu à des tournois en Bohême pendant trois jours en septembre 1562. Des fêtes sont organisées à Francfort-sur-le-Main en décembre 1562 après son couronnement comme roi des Romains lors desquelles la noblesse prend notamment part à une « course de bague ». Les tournois à programme qui fêtent son accession au trône de Hongrie ont un contenu politique et illustrent le rôle des Habsbourg dans le combat contre les Turcs.

### Fiançailles d'Anne avecPhilippeII
Les fiançailles de sa fille aînée Anne avec le roi Philippe II d'Espagne donnent lieu à des tournois en 1570 auxquels participent des invités prestigieux dont le duc Albert V de Bavière et son fils Guillaume, le prince électeur Auguste de Saxe, le prince électeur et marquis de Brandebourg, et Don Juan d'Autriche. Ce spectacle nécessite un régisseur de talent, car il faut diriger dans des scènes mythologiques compliquées des acteurs d'occasion de haut rang sans pour autant leur faire perdre leur excitation pour le tournoi.

### Mariage de l'archiducCharlesIId'Autriche
L'archiduc Charles II d'Autriche-Styrie se marie à vienne en 1571 avec la princesse Marie, fille du duc Albert V de Bavière. Ce mariage est d'une grande importance pour l'empereur, car il scelle une alliance implicite entre les puissances catholiques du sud de l'Allemagne contre les princes électeurs protestants. Giuseppe Arcimboldo, artiste favori de la cour de Vienne, est chargé d'organiser la fête digne de cet évènement, où les princes électeurs incarnent leurs exigences dynastiques et politiques dans des héros, des dieux ou des allégories. Pour l'occasion, un surcot d'armure dit « garniture en feuille de roses » est confectionné pour Maximilien II par Franz Grossschedel. L'archiduc Charles II reçoit l'armure de mariage, chef-d'œuvre du maître d'Augsbourg, Anton Pfeffenhausen. Les archiducs Rodolphe et Ernest reçoivent une coûteuse « garniture des bandes enlacées ». Ces surcots sont aujourd'hui visibles au musée d'Histoire de l'art de Vienne.
Les mariés arrivèrent à Vienne le 24 août 1571. La délégation bavaroise compte 575 personnes. Le mariage est célébré le 26 août. Les jeux guerriers débutent le 28 avec une course de bague originaire d'Italie faite pour tester l'habileté des cavaliers. Cette course est le prétexte d'un spectacle imaginé par Arcimboldo sur le thème de la dispute entre Junon et Europe. Ce spectacle décrit une Europe dominée par les Habsbourg et la course est une déclaration politique : l'union des pays européens contre l'Asie et l'Afrique figure la Sainte-Ligue constituée contre les Turcs et qui fait ses preuves lors de la bataille de Lépante la même année. L'empereur y domine les éléments et les saisons. Le soir, le festin du mariage se termina par un bal masqué qui figure la calotte céleste et où les couples se mouvaient tels des planètes et des étoiles, en cercles harmonieux. Le « piquer de cible » a lieu le 30 août et est suivi le 2 septembre par un tournoi à pied dans une décor antique qui a lieu dans la cour du château de Vienne. L'enfer y est figuré par une montagne représentant l'Etna qui en forme l'entrée. 
Un tournoi se déroule ensuite à Graz le 12 septembre. Le cadre de l'action est le roman de chevalerie. Un dernier tournoi très orienté politiquement marque la fin des festivités. Lors d'une escarmouche en forme de bataille, des soldats déguisés en Turcs attaquent un groupe de compatriotes puis un « bateau à musiciens ». Sous les feux d'artifice et les tirs à blanc de canons, les soldats chrétiens remportent une victoire complète en faisant prisonnier le colonel turc. Une nouvelle fois, il est fait référence au rôle des Habsbourg dans la lutte contre les Turcs.

### Couronnement deRodolpheII
Lorsque Rodolphe II reçoit la couronne de Hongrie le 25 septembre 1572 à Bratislava, les festivités comportent trois jours de tournois. Dans la course à la bague au programme mythologique, la sagesse et la force victorieuse des jeunes gens de la dynastie des Habsbourg est mise en avant. En guise de tournoi libre, on organise une bataille de soldats d'Allemagne et de Bohême contre les Hongrois alors que la Hongrie est en partie occupée par les Turcs. Cette forme de tournoi, qui s'apparente à des manœuvres plus qu'à un divertissement de cour, permet le développement de l'esprit de corps des ressortissants de nationalités très hétérogènes qui y participent. 

## Mariage et descendance
En 1548, il épouse sa cousine Marie d'Autriche (1528-1603), fille de Charles Quint. Ils ont seize enfants :
- Anne (1549-1580), fiancée à l'infant d'Espagne Charles d'Autriche (1545-1568) épouse en 1570 Philippe II, roi d’Espagne et du Portugal (1527-1598) ;
- Ferdinand (1551-1552) ;
- Rodolphe (né à Vienne le 2 juillet 1552 – mort le 23 janvier 1612), futur empereur du Saint-Empire ;
- Ernest (né à Vienne le 15 juillet 1553 – mort à Bruxelles le 21 mars 1595), futur gouverneur des Pays-Bas espagnols ;
- Élisabeth (1554-1592), épouse en 1570 Charles IX, roi de France (1550-1574) ;
- Marie (1555-1556) ;
- Matthias (1557-1619), empereur du Saint-Empire ;
- un fils mort-né (20 octobre 1557) ;
- Maximilien (1558-1618), grand maître de l'ordre Teutonique.
- Albert (1559-1621). En 1599, il épouse Isabelle-Claire-Eugénie d'Autriche (1566-1633) fille de Philippe II ;
- Wenceslas d'Autriche (1561-1578) ;
- Frédéric (1562-1563).
- Marie (1564-1564).
- Charles (1565-1566).
- Marguerite d'Autriche (1567-1633), fiancée au roi Philippe II d’Espagne, devient religieuse ;
- Éléonore (1568-1580).